# Roland Kalpas

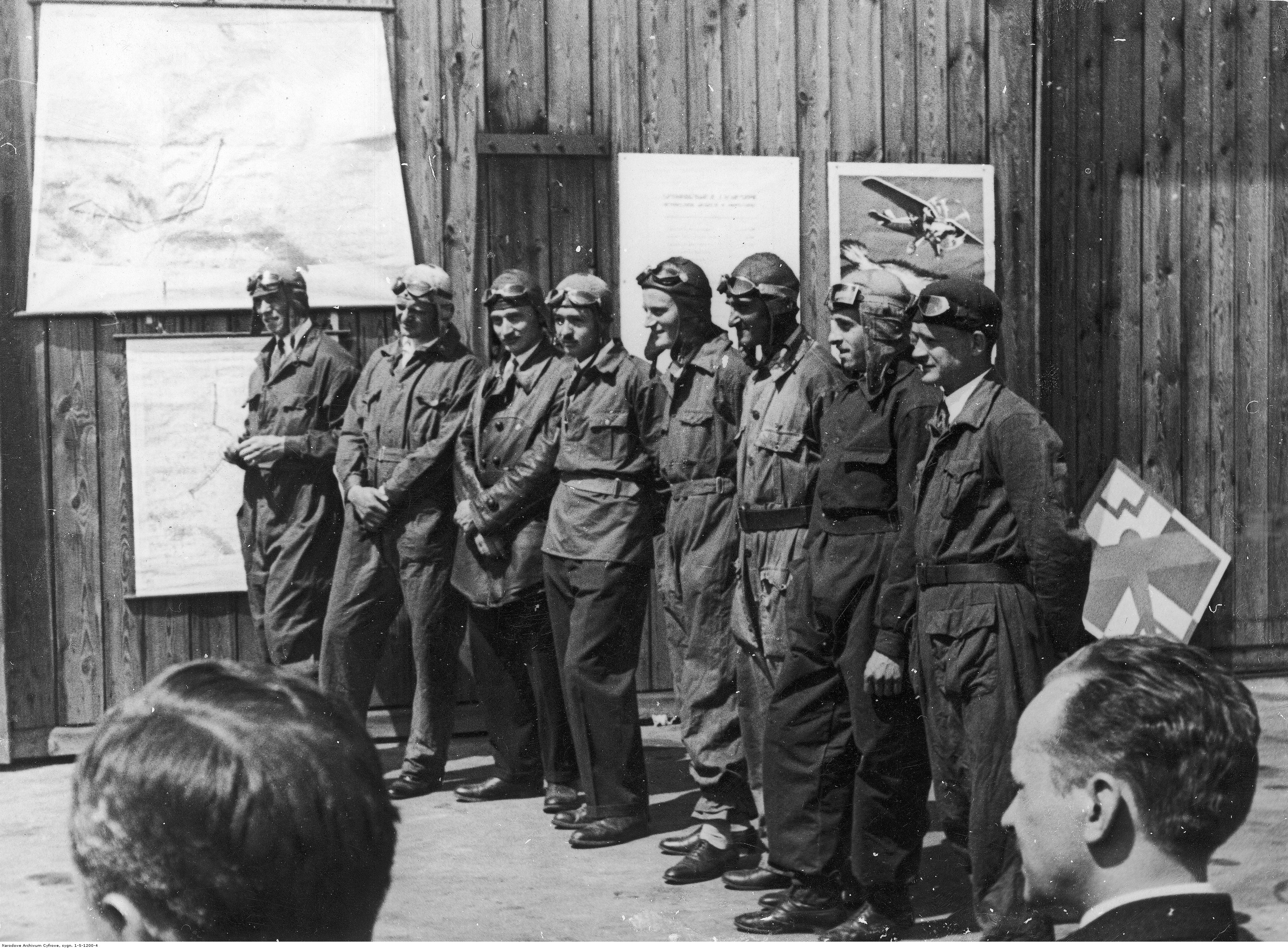
Uroczyste przyjęcie uczniów do szkoły Aeroklubu Warszawskiego w Warszawie - Kalpas czwarty z lewej; czerwiec 1931

Roland Antoni Kalpas (ur. 20 maja 1908 w Taszkencie, zm. 8 marca 1994 w Doylestown) – polski pilot doświadczalny, inżynier, konstruktor lotniczy, major pilot Polskich Sił Powietrznych w Wielkiej Brytanii, kawaler Orderu Virtuti Militari.  

## Życiorys

### Okres przedwojenny
Urodził się w rodzinie Antoniego i Aldony z Radziejowskich, wnuczki Ignacego. Miał czwórkę rodzeństwa: Ryszarda (1906–1940), Jolantę Kalpas-Jaworską (1912–1993), Lidię (1914–1931) i Rajmunda (1916–1940). Do 1919 roku uczęszczał do rosyjskich szkół, po wybuchu rewolucji jego rodzina uciekła z Rosji do Turcji, gdzie mieszkali w Stambule. Przedostał się do Polski i od 1925 roku uczył się w I Gimnazjum Męskim w Warszawie. W 1927 roku zdał maturę i wstąpił na Wydział Mechaniczny Politechniki Warszawskiej.

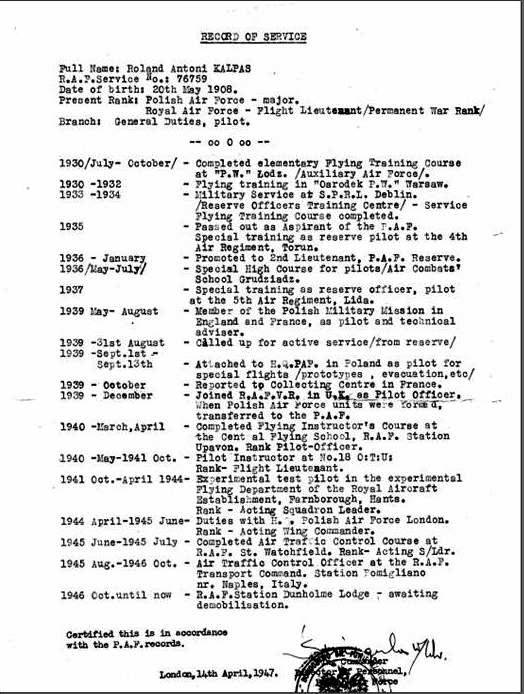
Przebieg służby mjr. pilota Rolanda Kalpasa

W 1930 roku został zatrudniony w Dziale Prób w Locie w Instytucie Badań Technicznych Lotnictwa na stanowisku obserwatora lotniczego. Został członkiem Aeroklubu Warszawskiego i na obozie Przysposobienia Wojskowego Lotniczego w Lublinku ukończył kurs pilotażu samolotowego. Następnie, również w aeroklubie, przeszedł przeszkolenie szybowcowe.
W 1933 roku został powołany do odbycia jednorocznej służby wojskowej w Szkole Podchorążych Rezerwy Lotnictwa w Dęblinie. Po zakończeniu służby został przeniesiony do rezerwy i przydzielony w rezerwie do 4. pułku lotniczego w Toruniu. Pomimo swoich obowiązków znajdował czas na działalność publicystyczną. W 1934 roku opublikował w „Skrzydlatej Polsce” artykuły: „Sport spadochronowy w Z.S.S.R.” oraz „Dążenia do ułatwienia pracy pilota".
Powrócił do pracy w IBTL, gdzie od 1935 roku został mianowany pilotem prowadzącym próby samolotów szkolnych i turystycznych. W 1937 roku ukończył kurs wyższego pilotażu w Lotniczej Szkole Strzelania i Bombardowania w Grudziądzu. Na stopień podporucznika został mianowany ze starszeństwem z dniem 1 stycznia 1936 roku i 59. lokatą w korpusie oficerów rezerwy aeronautyki, grupa liniowa. W Instytucie Technicznym Lotnictwa objął stanowisko pilota doświadczalnego i kierownika Sekcji Prób Zdatności Samolotów, które pełnił do wybuchu II wojny światowej. Brał udział w oblatywaniu samolotu RWD-14/II Czapla i 20 kwietnia 1937 roku podczas prób prędkości maksymalnej w locie nurkowym był zmuszony wyskoczyć na spadochronie z uszkodzonej maszyny. Również w 1937 roku był zmuszony skakać z RWD-10 podczas prób wyrwania z lotu nurkowego.
Podczas swej pracy pilota doświadczalnego w Instytucie Technicznym Lotnictwa latał na ok. 40. typach samolotów, motoszybowców i szybowców, m.in.: RWD-16, RWD-17, RWD-19, RWD-21, RWD-23, PWS-40 Junak, PZL P.11, PZL P.24, PZL.50 Jastrząb, PWS-14, PWS-16, PWS-26, PWS-33 Wyżeł, PWS-35 Ogar, Lublin R.XIII, Lublin R.XIIIF, RWD-14 Czapla, LWS-3 Mewa, Fokker F.VII/3m, Fokker F.VII/1m, RWD-11, Lockheed L-10 Electra, Lockheed L-14 Super Electra, Douglas DC-2, PZL.44 Wicher, PZL.23 Karaś, PZL.46 Sum, LWS-6 Żubr, PZL.37 Łoś, MIP Smyk, Bąk, AMA, Sokół, CW-7, Orlik, Bücker Bü 131 Jungmann, Bücker Bü 133 Jungmeister i Bücker Bü 180 Student.
Jako członek Aeroklubu Warszawskiego brał udział w licznych imprezach sportowych. Na przełomie maja i czerwca 1937 roku wziął udział w II Rajdzie Bałkańskim, podczas którego jego pokaz akrobacji na RWD-10 wzbudził uznanie publiczności w Sofii. We wrześniu 1938 roku, również na RWD-10, wziął udział w III Rajdzie Bałtyckim. Za udział w tych rajdach został odznaczony Złotym Krzyżem Zasługi. W listopadzie 1938 roku został wysłany na Salon Lotniczy w Paryżu, gdzie miał możliwość wykonać loty doświadczalne na samolocie Pou-du-Ciel.

### Okres II wojny światowej
W kwietniu 1939 roku otrzymał dyplom inżyniera mechanika, a w maju, jako członek Polskiej Misji Zakupów Sprzętu Lotniczego, wyjechał do Wielkiej Brytanii i Francji, gdzie testował samoloty myśliwskie Morane-Saulnier MS.406 i Hawker Hurricane. Do Polski wrócił 28 sierpnia 1939 roku i został zmobilizowany. Do 13 września zajmował się ewakuacją samolotów z Warszawy, następnie został skierowany do Rumunii po odbiór samolotów zakupionych we Francji i Wielkiej Brytanii. Udało mu się uniknąć internowania i przez Jugosławię i Grecję przedostał się do Francji.
W grudniu 1939 roku trafił do Wielkiej Brytanii, a w celu organizacji polskich dywizjonów bombowych został skierowany do obozu w Eastchurch. Wstąpił do Ochotniczych Służb RAF (Royal Air Force Volunteer Reserve – RAFVR) i otrzymał nr służbowy RAF 76759. Przeszedł przeszkolenie w Central Flying School w Upavon i od marca 1940 roku pracował jako instruktor pilotażu w Nr 1 (Polish) Flying Training School w Hucknall. W listopadzie 1940 roku znalazł się na liście Polskiej Grupy Ekspertów. W grudniu 1940 roku został przeniesiony do polskiej eskadry w 18. Operational Training Unit w Bramcote, a od października 1941 roku został przydzielony do Royal Aircraft Establishment (RAE) w Farnborough do Experimental Squadron, gdzie zajmował się badaniami nad uzbrojeniem samolotów Hawker Hurricane i Fairey Swordfish w pociski rakietowe. Podczas trzyletniej pracy w RAE wykonywał loty porównawcze na ok. 40 typach samolotów alianckich oraz zdobycznych. Wykonał w Farborough prawie 700 lotów. W celu weryfikacji swoich badań odbył trzy loty na bombardowanie Niemiec w dywizjonie 300. jako drugi pilot w dniach 26, 29 i 31 lipca 1942 roku. Awansował do angielskiego stopnia majora i osiągnął stopień funkcyjny Starszego Pracownika Naukowego.
Na początku 1942 roku Inspektorat Polskich Sił Powietrznych powołał do życia Wydział Studiów Technicznych i Roland Kalpas został członkiem Referatu Badań i Studiów. Jako doradca pracował nad analizą stanu przedwojennego polskiego lotnictwa i planem zagadnień na okres powojenny. Wzrost zatrudnienia polskich inżynierów i specjalistów w różnych brytyjskich instytucjach badawczych spowodował, że konieczne stało się stworzenie jednolitego kierownictwa tej grupy. W styczniu 1943 roku utworzono Polish Researcher and Experimental Pool i Roland Kalpas wszedł do jego kierownictwa jako osoba odpowiedzialna za zagadnienia techniczne.
Po katastrofie gibraltarskiej był przesłuchiwany przez Inspektora Polskich Sił Powietrznych. Zadawano mu pytania związane z jego wiedzą pilota doświadczalnego i wynikającą z pilotowania samolotów B-24 Liberator.
W kwietniu 1944 roku zakończył działalność w RAE i otrzymał stały przydział do Wydziału Studiów Technicznych Dowództwa PSP. Został też awansowany na stopień majora. W zakresie jego obowiązków było opracowanie projektu Instytutów Badawczych Lotnictwa na okres powojenny. Wspólnie z kpt. pil. inż. Bolesławem Solakiem napisał książkę pt. „Akrobacja lotnicza”, która została wydana w 1945 roku w Glasgow.

### Okres powojenny
Po zakończeniu II wojny światowej otrzymał przydział do brytyjskiego lotnictwa transportowego gdzie ukończył dwumiesięczny kurs kontrolerów ruchu lotniczego i od sierpnia 1945 roku służył na lotnisku Pomigliano. Udało mu się sprowadzić z Polski żonę z synem i w październiku 1946 roku powrócił do Wielkiej Brytanii, gdzie wstąpił do Polskiego Korpusu Przysposobienia i Rozmieszczenia. Nie zdecydował się na powrót do Polski, został zdemobilizowany w 1947 roku, a w 1948 roku wyemigrował do Argentyny. Znalazł zatrudnienie w Instituto de Investigaciones Aeronáuticas y Espaciales w Córdobie, gdzie zaprojektował doświadczalny pocisk sterowany oraz amortyzatory i systemy hydrauliczne podwozi samolotów. W 1955 roku wyjechał do Włoch, a następnie do Wielkiej Brytanii gdzie został zatrudniony w Dowty Nucleonics. Pracował tam jako konstruktor zaworów do instalacji siłowni jądrowych.
W 1957 roku wyjechał do Stanów Zjednoczonych i zatrudnił się jako współkonstruktor w Fairchild Aircraft, gdzie pracował nad modyfikacją samolotu Fokker F27 Friendship oraz przy projektach samolotów bezzałogowych. W 1962 roku został zatrudniony w Piasecki Helicopter Corporation, gdzie brał udział w projektowaniu doświadczalnego śmigłowca Piasecki 16H Pathfinder oraz rozwoju latającego pojazdu terenowego PA-59 Airjeep II. Następnie przeszedł do wytwórni śmigłowców Boeing-Vertol, gdzie zajmował się projektowaniem instalacji hydraulicznych śmigłowców Boeing CH-46 Sea Knight i Boeing CH-47 Chinook. W latach 1970–1973 kilkakrotnie zmieniał miejsce pracy, aby od 1973 roku zatrudnić się w Stone & Webster Engineering Corp. Tam zajmował się projektowaniem siłowni atomowych i nadzorował ich budowę. W 1985 roku zakończył pracę zawodową i przeszedł na emeryturę.
Zmarł 8 marca 1994 roku w Doylestown, w Pensylwanii. Spoczywa na cmentarzu Narodowego Sanktuarium Matki Bożej Częstochowskiej w Doylestown.

## Życie prywatne
W 1939 roku poślubił Adelę Zieleniewską, z którą miał trójkę dzieci: Rajmunda (ur. 1940), Dianę (ur. 1946) i Romana (ur. 1949).

## Ordery i odznaczenia
Za swą służbę otrzymał odznaczenia: 
- Krzyż Srebrny Orderu Virtuti Militari
- Krzyż Walecznych
- Medal Lotniczy (czterokrotnie)
- Złoty Krzyż Zasługi (18 marca 1939)[26]
- Srebrny Krzyż Zasługi z Mieczami